# Guizhou Zuqiu Julebu
Il Guizhou Zuqiu Julebu (貴州足球俱樂部T, 贵州足球俱乐部S, Guìzhōu Zúqiú JùlèbùP), a volte tradotto come Guizhou Football Club e precedentemente conosciuto come Guizhou Hengfeng, era una squadra di calcio cinese con sede nella città di Guiyang. L'ultimo campionato disputato era la China League One.

## Denominazione
- Dal 1992 al 2015: Guizhou Zhicheng Zuqiu Julebu (贵州智诚足球俱乐部S, Guizhou Zhicheng Football Club)
- Dal 2016 al 2017: Guizhou Hengfeng Zhicheng Zuqiu Julebu (贵州恒丰智诚足球俱乐部S, Guizhou Hengfeng Zhicheng Football Club)
- Dal 2018 al 2020: Guizhou Hengfeng Zuqiu Julebu (贵州恒丰足球俱乐部S, Guizhou Hengfeng Football Club)
- Dal 2021 al 2022: Guizhou Zuqiu Julebu (贵州足球俱乐部S, Guizhou Football Club)

## Rosa
Rosa aggiornata al 12 marzo 2021
| N. |                    | Ruolo | Calciatore       |
| -- | ------------------ | ----- | ---------------- |
| 1  | Cina (bandiera)    | P     | Li Lei           |
| 2  | Cina (bandiera)    | D     | Tang Xin         |
| 3  | Cina (bandiera)    | D     | Lin Jiahao       |
| 5  | Cina (bandiera)    | D     | Lin Longchang    |
| 6  | Cina (bandiera)    | D     | Wang Shouting    |
| 8  | Brasile (bandiera) | C     | Sérgio Mota      |
| 11 | Albania (bandiera) | C     | Jahmir Hyka      |
| 13 | Cina (bandiera)    | D     | Wang Bin         |
| 14 | Cina (bandiera)    | C     | Zhu Zhengyu      |
| 15 | Cina (bandiera)    | C     | Zhang Mengqi     |
| 16 | Cina (bandiera)    | P     | Wang Zhuo        |
| 17 | Cina (bandiera)    | C     | Ilhamjan Iminjan |
| 18 | Cina (bandiera)    | A     | Min Junlin       |

| N. |                   | Ruolo | Calciatore        |
| -- | ----------------- | ----- | ----------------- |
| 19 | Cina (bandiera)   | C     | Wang Jun          |
| 20 | Cina (bandiera)   | D     | Yang Ting         |
| 21 | Cina (bandiera)   | D     | Jiang Liang       |
| 23 | Cina (bandiera)   | C     | Wang Xuanhong     |
| 25 | Cina (bandiera)   | D     | Zhang Zhi         |
| 26 | Cina (bandiera)   | C     | Sun Ze            |
| 27 | Cina (bandiera)   | D     | Liu Hao           |
| 29 | Serbia (bandiera) | A     | Stefan Mihajlović |
| 30 | Cina (bandiera)   | P     | Zhang Sipeng      |
| 31 | Cina (bandiera)   | D     | Zhao Hejing       |
| 41 | Cina (bandiera)   | A     | Muhtar Ular       |
| 42 | Cina (bandiera)   | D     | Mo Lang           |
| 43 | Cina (bandiera)   | D     | Chen Long         |
| 45 | Cina (bandiera)   | C     | Sun Han           |

## Palmarès

### Competizioni nazionali
- China League Two: 1

2012

### Altri piazzamenti
- China League One:

Secondo posto: 2016
Terzo posto: 2019
- China League Two:

Terzo posto: 2010, 2014